# Андский гусь
А́ндский гусь (лат. Chloephaga melanoptera) — вид птиц из рода Патагонские гуси (Chloephaga) семейства утиных (Anatidae).

## Описание
Белая окраска андского гуся нарушается тёмными продольными пестринами на спине, тёмными крыльями и хвостом. Клюв розовый, ноги красные. В окраске полов различий нет, но по размерам самка уступает самцу. Вес колеблется между 2,7 и 3,6 кг. Размножение начинается в ноябре. Самка откладывает 5–10 яиц и насиживает их 4 недели. Гнездо — неглубокая ямка в земле, выстланная растительностью. Птенцы белые, с тремя чёрными полосками на спине. Половой зрелости достигают в возрасте 3 лет.

## Ареал
Населяет Анды от Перу до Аргентины на высоте до 3300 м. Зимой спускается ниже.